# Malaxis
Malaxis is een geslacht van orchideeën die voornamelijk in tropische streken voorkomen.
Eén soort, het eenblad (Malaxis monophyllos), komt van nature voor in Europa.
De botanische naam Malaxis is afgeleid van het Oudgriekse 'malakos' en betekent 'zacht', wat verwijst naar de zacht aanvoelende bladeren.

## Kenmerken
Malaxis-soorten worden gekenmerkt door de zachte, lichtgroene bladeren en door de bloeiwijze in de vorm van een lange, slanke aar met veel kleine bloempjes.
Het bloemdek is naar achter teruggeslagen en de kroonbladen of petalen dikwijls draadvormig, zodat de stamper duidelijk zichtbaar is. Het gynostemium is zeer kort en draagt een enkele meeldraad met vier pollinia.

## Habitat
Tot dit geslacht behoren zowel epifytische (boombewonende) als terrestrische soorten.

## Voorkomen
Voornamelijk pantropisch, wereldwijd in alle tropische gebieden. Eén Europese soort en een viertal in Noord-Amerika.

## Taxonomie
Malaxis wordt samen met de geslachten Liparis en Hammarbya tot de tribus Malaxideae gerekend.
Het geslacht telt een tweehonderdtal soorten.
In Europa komt enkel het eenblad (Malaxis monophyllos) voor, alhoewel sommige taxonomen ook de veenmosorchis (Hammarbya palludosa) tot het geslacht Malaxis rekenen.

## Referentie
- Pierre Delforge, 1994.:Guide des orchidées d'Europe, d'Afrique du Nord et du Proche-Orient, Delachaux et Niestlé, ISBN 2-603-01323-8

Subtribus Malaxidinae

Geslachten: Alatiliparis · Crepidium · Crossoglossa · Dienia · Disticholiparis · Hammarbya · Liparis · Malaxis · Oberonioides · Orestias · Pseudoliparis · Risleya · Saurolophorkis · Seidenfia · Seidenforchis · Stichorkis · Tamayorkis

Subtribus Oberoniinae

Geslachten: Hippeophyllum · Oberonia